# Лаб
Лаб (словац. Láb) — село, громада округу Малацки, Братиславський край, південно-західна Словаччина, регіон Загоріє. Кадастрова площа громади — 27,85 км².
Населення 1909 осіб (станом на 31 грудня 2017 року).

## Географія
Протікають річка Мочярка і Зогорський канал.

## Історія
Лаб згадується в 1206 році.

## Населення
| Рік:            | 1994. | 2004.   | 2014.    | 2024.    |
| --------------- | ----- | ------- | -------- | -------- |
| Кількість осіб: | 1367  | 1387    | 1595     | 2207     |
| Різниця:        |       | +1,46 % | +14,99 % | +38,36 % |

| Рік:            | 2023. | 2024.   |
| --------------- | ----- | ------- |
| Кількість осіб: | 2172  | 2207    |
| Різниця:        |       | +1,61 % |